# Natação nos Jogos Olímpicos de Verão de 2008 - 200 m livre masculino
A competição dos 200m livre masculino  nos Jogos Olímpicos de Verão de 2008 aconteceram nos dias 10 e 12 de Agosto no Centro Aquático Nacional de Pequim.

## Medalhistas
| Ouro   | USA Michael Phelps   |
| Prata  | KOR Park Tae-hwan    |
| Bronze | USA Peter Vanderkaay |

## Recordes
Antes desta competição, os recordes mundiais e olímpicos da prova eram os seguintes:
| Tipo | Atleta             | Tempo   | Local     | Data                 | Ref |
| ---- | ------------------ | ------- | --------- | -------------------- | --- |
|      | USA Michael Phelps | 1:43.86 | Melbourne | 27 de março de 2007  | ver |
|      | AUS Ian Thorpe     | 1:44.71 | Atenas    | 16 de agosto de 2004 |     |

## Eliminatórias
| #  | Eliminatória | Pista | Nome                         | País                       | Tempo   | Notas |
| -- | ------------ | ----- | ---------------------------- | -------------------------- | ------- | ----- |
| 1  | 8            | 2     | Dominik Meichtry             | SUI Suíça                  | 1:45.80 | Q     |
| 2  | 6            | 4     | Jean Basson                  | RSA África do Sul          | 1:46.31 | Q     |
| 3  | 6            | 2     | Brent Hayden                 | CAN Canadá                 | 1:46.40 |       |
| 4  | 8            | 4     | Michael Phelps               | USA Estados Unidos         | 1:46.48 | Q     |
| 5  | 6            | 3     | Colin Russell                | CAN Canadá                 | 1:46.58 | Q     |
| 6  | 8            | 5     | Park Tae-Hwan                | KOR Coreia do Sul          | 1:46.73 | Q     |
| 7  | 8            | 3     | Danila Izotov                | RUS Rússia                 | 1:46.80 | Q     |
| 8  | 8            | 7     | Yoshihiro Okumura            | JPN Japão                  | 1:46.89 | Q     |
| 9  | 6            | 7     | Emiliano Brembilla           | ITA Itália                 | 1:47.04 | Q     |
| 10 | 7            | 5     | Paul Biedermann              | GER Alemanha               | 1:47.09 | Q     |
| 11 | 8            | 6     | Ross Davenport               | GBR Grã-Bretanha           | 1:47.13 | Q     |
| 12 | 7            | 4     | Peter Vanderkaay             | USA Estados Unidos         | 1:47.39 | Q     |
| 13 | 6            | 5     | Amaury Leveaux               | FRA França                 | 1:47.44 |       |
| 14 | 6            | 6     | Nicholas Sprenger            | AUS Austrália              | 1:47.64 | Q     |
| 15 | 5            | 6     | Nimrod Shapira Bar-Or        | ISR Israel                 | 1:47.78 | Q     |
| 16 | 8            | 1     | Dominik Koll                 | AUT Áustria                | 1:47.81 | Q     |
| 17 | 7            | 7     | Robbie Renwick               | GBR Grã-Bretanha           | 1:47.82 | Q     |
| 18 | 6            | 1     | Rodrigo Castro               | BRA Brasil                 | 1:47.87 | Q     |
| 19 | 6            | 8     | Oussama Mellouli             | TUN Tunísia                | 1:47.97 |       |
| 20 | 7            | 3     | Alexander Sukhorukov         | RUS Rússia                 | 1:47.97 |       |
| 21 | 5            | 5     | Darian Townsend              | RSA África do Sul          | 1:48.08 |       |
| 22 | 7            | 6     | Kenrick Monk                 | AUS Austrália              | 1:48.17 |       |
| 23 | 5            | 1     | Sergii Advena                | UKR Ucrânia                | 1:48.18 |       |
| 24 | 5            | 4     | Sho Uchida                   | JPN Japão                  | 1:48.34 |       |
| 25 | 7            | 8     | Romans Miloslavskis          | LAT Letônia                | 1:48.41 |       |
| 26 | 5            | 2     | Shaune Fraser                | CAY Ilhas Cayman           | 1:48.60 |       |
| 27 | 4            | 4     | Gard Kvale                   | NOR Noruega                | 1:48.73 |       |
| 28 | 7            | 2     | Massimiliano Rosolino        | ITA Itália                 | 1:48.76 |       |
| 29 | 5            | 3     | Andreas Zisimos              | GRE Grécia                 | 1:48.82 |       |
| 30 | 5            | 8     | Glenn Surgeloose             | BEL Bélgica                | 1:48.92 |       |
| 31 | 4            | 7     | Jon Raahauge Rud             | DEN Dinamarca              | 1:48.96 |       |
| 32 | 3            | 5     | Ryan Pini                    | PNG Papua-Nova Guiné       | 1:49.04 |       |
| 33 | 7            | 1     | Enjian Zhang                 | CHN China                  | 1:49.15 |       |
| 34 | 8            | 8     | Lukasz Gasior                | POL Polônia                | 1:49.25 |       |
| 35 | 4            | 5     | Norbert Kovacs               | HUN Hungria                | 1:49.34 |       |
| 36 | 4            | 6     | Martín Kutscher              | URU Uruguai                | 1:49.61 |       |
| 37 | 3            | 1     | Dominik Straga               | CRO Croácia                | 1:49.63 |       |
| 38 | 4            | 3     | Christoffer Wikström         | SWE Suécia                 | 1:49.84 |       |
| 39 | 5            | 7     | Tiago Venancio               | POR Portugal               | 1:50.24 |       |
| 40 | 3            | 7     | Radovan Siljevski            | SRB Sérvia                 | 1:50.25 |       |
| 41 | 2            | 6     | Bryan Tay                    | SIN Singapura              | 1:50.41 |       |
| 42 | 3            | 3     | Crox Ernesto Acuña Rodríguez | VEN Venezuela              | 1:50.52 |       |
| 43 | 3            | 2     | Julio César Galofre          | COL Colômbia               | 1:50.62 |       |
| 44 | 3            | 6     | Daniel Bego                  | MAS Malásia                | 1:50.92 |       |
| 45 | 2            | 5     | Vladimir Sidorkin            | EST Estônia                | 1:51.27 |       |
| 46 | 4            | 2     | Kvetoslav Svoboda            | CZE República Checa        | 1:51.67 |       |
| 47 | 3            | 8     | Saulius Binevicius           | LTU Lituânia               | 1:51.80 |       |
| 48 | 4            | 8     | Virdhawal Khade              | IND Índia                  | 1:51.86 |       |
| 49 | 4            | 1     | Raphael Stacchiotti          | LUX Luxemburgo             | 1:52.01 |       |
| 50 | 2            | 3     | Mario Montoya                | CRC Costa Rica             | 1:52.19 |       |
| 51 | 2            | 4     | Mahrez Mebarek               | ALG Argélia                | 1:52.66 |       |
| 52 | 1            | 4     | Irakli Revishvili            | GEO Geórgia                | 1:53.60 |       |
| 53 | 2            | 1     | Ibrahim Nazarov              | UZB Uzbequistão            | 1:56.27 |       |
| 54 | 1            | 3     | Mihajlo Ristovski            | MKD República da Macedônia | 1:57.45 |       |
| 55 | 2            | 7     | Andrei Zaharov               | ROU Romênia                | 1:58.62 |       |
| 56 | 1            | 5     | Emanuele Nicolini            | SMR San Marino             | 1:59.47 |       |
| 57 | 3            | 4     | Luka Turk                    | SLO Eslovênia              | DNS     |       |

## Semi-finais
| #  | Eliminatória | Pista | Nome                  | País               | Tempo   | Notas |
| -- | ------------ | ----- | --------------------- | ------------------ | ------- | ----- |
| 1  | 2            | 7     | Peter Vanderkaay      | USA Estados Unidos | 1:45.76 | Q     |
| 2  | 2            | 3     | Park Tae-Hwan         | KOR Coreia do Sul  | 1:45.99 | Q, AS |
| 3  | 1            | 4     | Jean Basson           | RSA África do Sul  | 1:46.13 | Q     |
| 4  | 2            | 5     | Michael Phelps        | USA Estados Unidos | 1:46.28 | Q     |
| 5  | 2            | 2     | Paul Biedermann       | GER Alemanha       | 1:46.41 | Q     |
| 6  | 2            | 6     | Yoshihiro Okumura     | JPN Japão          | 1:46.44 | Q     |
| 7  | 2            | 4     | Dominik Meichtry      | SUI Suíça          | 1:46.54 | Q     |
| 8  | 2            | 8     | Robbie Renwick        | GBR Grã-Bretanha   | 1:47.07 | Q     |
| 9  | 1            | 3     | Danila Izotov         | RUS Rússia         | 1:47.24 |       |
| 10 | 1            | 2     | Ross Davenport        | GBR Grã-Bretanha   | 1:47.35 |       |
| 11 | 1            | 6     | Emiliano Brembilla    | ITA Itália         | 1:47.70 |       |
| 12 | 1            | 7     | Nicholas Sprenger     | AUS Austrália      | 1:47.80 |       |
| 13 | 1            | 1     | Dominik Koll          | AUT Áustria        | 1:47.87 |       |
| 14 | 1            | 5     | Colin Russell         | CAN Canadá         | 1:48.13 |       |
| 15 | 2            | 1     | Nimrod Shapira Bar-Or | ISR Israel         | 1:48.16 |       |
| 16 | 1            | 8     | Rodrigo Castro        | BRA Brasil         | 1:48.71 |       |

## Final
| Rank              | Pista | Nome              | País               | Tempo   | Notas |
| ----------------- | ----- | ----------------- | ------------------ | ------- | ----- |
| Medalha de ouro   | 6     | Michael Phelps    | USA Estados Unidos | 1:42.96 | WR    |
| Medalha de prata  | 5     | Park Tae-Hwan     | KOR Coreia do Sul  | 1:44.85 | AS    |
| Medalha de bronze | 4     | Peter Vanderkaay  | USA Estados Unidos | 1:45.14 |       |
| 4                 | 3     | Jean Basson       | RSA África do Sul  | 1:45.97 |       |
| 5                 | 2     | Paul Biedermann   | GER Alemanha       | 1:46.00 |       |
| 6                 | 1     | Dominik Meichtry  | SUI Suíça          | 1:46.95 |       |
| 7                 | 7     | Yoshihiro Okumura | JPN Japão          | 1:47.14 |       |
| 8                 | 8     | Robbie Renwick    | GBR Grã-Bretanha   | 1:47.47 |       |

Legenda
| Recorde mundial      | Recorde mundial (World record)               |                       | Recorde africano                      | Recorde africano (African) |                                           | Q | Classificado por posição (Qualified) |
| Recorde olímpico     | Recorde olímpico (Olympic record)            | Recorde da América    | Recorde da América (Americas)         | q                          | Classificado por melhor tempo (Qualified) |   |                                      |
| Melhor marca do ano  | Melhor marca do ano (World leading)          | Recorde asiático      | Recorde asiático (Asian)              | DNS                        | Não largou (Did not start)                |   |                                      |
| Recorde nacional     | Recorde nacional (National record)           | Recorde europeu       | Recorde europeu (European)            | DNF                        | Não terminou (Did not finish)             |   |                                      |
| Recorde pessoal      | Recorde pessoal do atleta (Personal best)    | Recorde da Oceania    | Recorde da Oceania (Oceania)          | DSQ / DQ                   | Desclassificado (Disqualified)            |   |                                      |
| Recorde da temporada | Recorde da temporada do atleta (Season best) | Recorde sul-americano | Recorde sul-americano (South America) | NM                         | Sem marca (No mark)                       |   |                                      |